# Recht

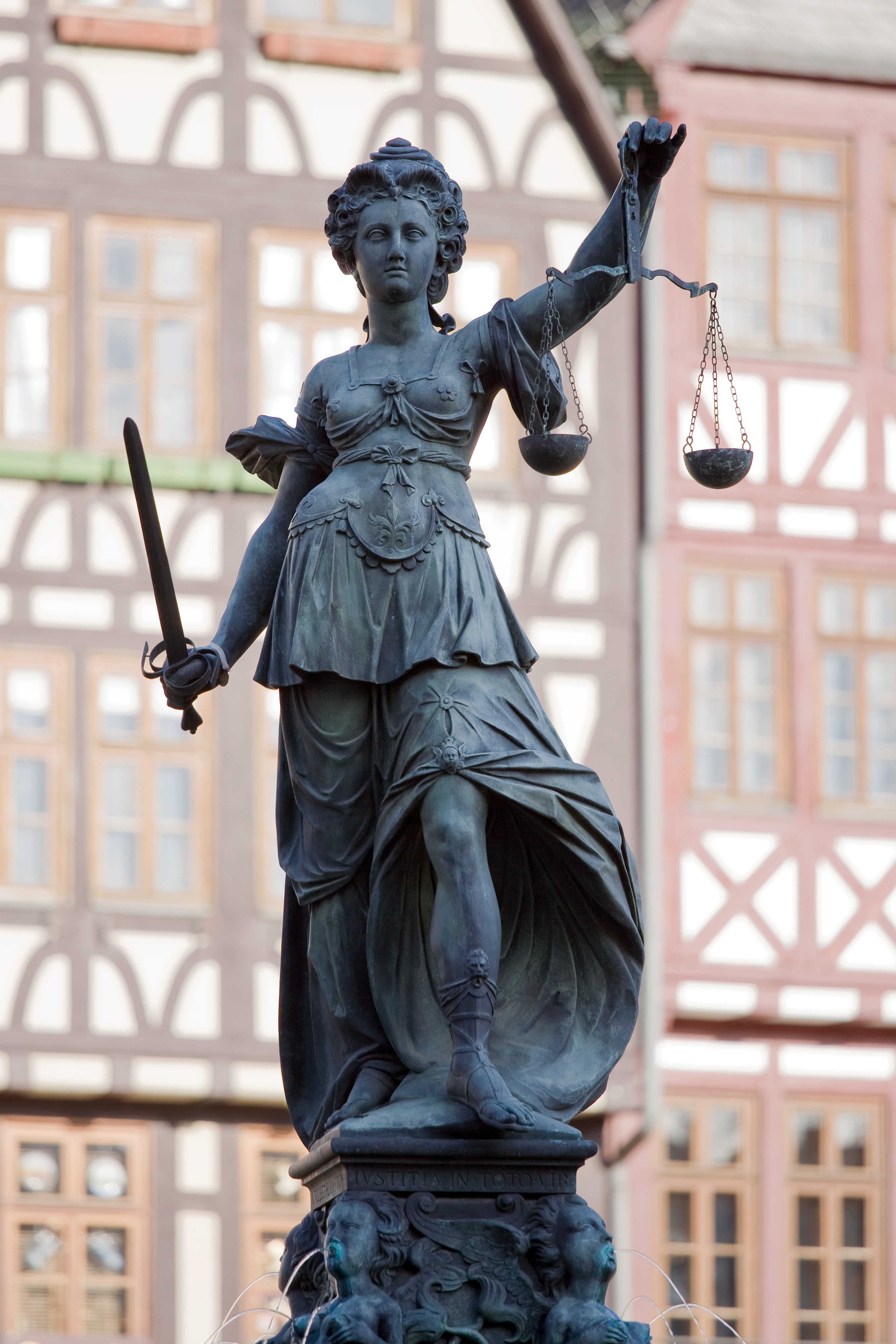
Justitia auf dem Gerechtigkeitsbrunnen am Frankfurter Römerberg

Recht bezeichnet die Gesamtheit genereller Verhaltensregeln, die von der Gemeinschaft gewährleistet werden. Solche Verhaltensnormen entstehen entweder als Gewohnheitsrecht, indem Regeln, die von der Gemeinschaft als verbindlich akzeptiert werden, fortdauernd befolgt werden, oder als gesetztes („positives“) Recht, das von staatlichen oder überstaatlichen Gesetzgebungsorganen oder von satzungsgebenden Körperschaften geschaffen wird. Das Recht umfasst damit alle Regeln zur Konfliktverhütung und -lösung, damit ein geordnetes und friedliches Miteinander möglich ist, weil sie von allen Mitgliedern einer Gesellschaft eingehalten werden sollen.

## Allgemeines
Diese generellen Regeln werden als objektives Recht bezeichnet. Es ist zu unterscheiden von subjektiven Rechten, den konkreten Rechten des Einzelnen, etwas zu tun, zu unterlassen oder von einem anderen zu verlangen. Das subjektive Recht kann sich entweder unmittelbar aus dem allgemeinen objektiven Recht ergeben oder in ihm seine (Ermächtigungs-)Grundlage haben. Zu solchen subjektiven Rechten gehören insbesondere die individuellen Freiheitsrechte, die sich aus den generellen Grundrechtsgarantien ergeben (z. B. das Recht, seinen Beruf zu wählen), ferner Ermächtigungen zu rechtswirksamen Handlungen (z. B. ein Kündigungsrecht, durch das ein Mietvertrag beendet werden kann) und schließlich Ansprüche, von einem anderen etwas zu verlangen. Die rechtliche Gewährleistung für solches „Verlangenkönnen“ liegt darin, dass der Berechtigte vor Gericht klagen und dieses dadurch verpflichten kann, ihm zur Durchsetzung seines Rechts zu verhelfen (ubi actio ibi ius). Eine wesentliche Komponente eines subjektiven Rechts ist also eine rechtlich gewährleistete Durchsetzungsinitiative. Objektives Recht und subjektives Recht gelten als „zwei verschiedene Seiten derselben Medaille“.

## Der Begriff des Rechts

### Etymologie
Das Wort „Recht“ ist aus der indogermanischen Wurzel *h₃reĝ-, „aufrichten, gerade richten“ entstanden und somit aus etymologischer Sicht moralisch konnotiert. Der etymologische Hintergrund des deutschen Wortes (althochdeutsch reht, recht, rehd, riht, reth) ist der gleiche wie in vielen europäischen Sprachen (niederländisch recht, französisch droit, spanisch derecho, italienisch diritto, englisch right); auch in außereuropäischen Sprachen finden sich Entsprechungen.
Inhaltlich ist der deutsche Begriff stark von der Bedeutung des lateinischen ius beeinflusst, das ursprünglich die menschliche Ordnung gegenüber der überirdischen Ordnung (fas) bezeichnete. Diese mit ius bezeichnete Ordnung wurde durch leges konkretisiert, die zunächst Riten darstellten, später aber in die Form staatlicher Gesetze überführt wurden. Mit dieser Begriffswende der lex vom Ritus zum staatlichen Gesetz veränderte sich der Begriff des lateinischen ius und über die spätscholastische Philosophie und die Rezeption des römischen Rechts auch die Bedeutung des deutschen Worts „Recht“.
In diesem etymologischen Dreiklang aus moralischem Anspruch, herkömmlich-ritueller Lebensordnung und staatlicher Gesetzgebung finden sich bereits drei wesentliche Eckpunkte des (modernen) Diskurses über den Rechtsbegriff, die noch um die geschichtliche Bedingtheit des Rechts ergänzt werden können.

### Diskurs über den Begriff
Vor dem Hintergrund dieses sprachgeschichtlich vielschichtigen Begriffs wird die Frage, was Recht ist, wie also „Recht“ von der Gesamtheit gesellschaftlicher Normen abzugrenzen ist, unterschiedlich beantwortet. Staatlich institutionalisiertes Recht ist im Gegensatz zu anderen Normenordnungen wie Moral, Sitte oder Brauch kodifiziert und unterliegt eigenen Entscheidungs-, Änderungs- und Anerkennensregeln. Essentialistische Ansätze versuchen, diese Frage allgemein verbindlich zu beantworten und beanspruchen damit den „wahren“ Begriff des Rechts. Demgegenüber versuchen nominalistische Ansätze lediglich, eine praktikable Definition aufzustellen, die den Rechtsbegriff für den jeweiligen Untersuchungsbereich zweckmäßig erfasst, während er „für andere Zwecke ganz anders abgegrenzt werden mag“. Umstritten ist, ob Recht inhaltlich frei gesetzt werden kann. Bei Vertretern des Rechtspositivismus, die nur gesetztes Recht als Recht anerkennen, ist häufig unklar, inwieweit die Autoren eine essentialistische oder nominalistische Definition beabsichtigen.

### Der Begriff des Rechts in einzelnen rechtswissenschaftlichen Disziplinen

#### Rechtsdogmatik
Das wohl gängigste Verständnis des Rechtsbegriffs in der Rechtsdogmatik geht von einer engen Verknüpfung des Rechts mit dem Staat aus. Danach gehören zum Recht die staatlich erlassenen Rechtssätze (Gesetze, Verordnungen, völkerrechtliche Verträge, Richterrecht etc.) sowie staatlich anerkannte Rechtssätze (Kirchenrecht, Handelsgewohnheitsrecht, in begrenztem Umfang auch Naturrecht). Eine solche Definition vermeidet insbesondere Abgrenzungsschwierigkeiten gegenüber moralischen und sittlichen Normen; diese können durch staatliche Akte zu Rechtsnormen werden.

#### Rechtsethnologie
In der Rechtsethnologie (oder: Rechtsanthropologie) wurde gerade in den Anfängen ethnologischer Forschung darüber diskutiert, ob Konfliktlösungsmechanismen nichtstaatlicher Gesellschaften als Recht bezeichnet werden können. Die Frage, ob nichtstaatliche Gesellschaften über Recht (und nicht nur über Moral und Sitte) verfügen, wird inzwischen mehrheitlich bejaht.

#### Rechtsphilosophie
Die Rechtsphilosophie umfasst unter allen Disziplinen die wohl größte Spannbreite an unterschiedlich verstandenen Rechtsbegriffen. Während der Rechtspositivismus allein auf staatliche Normen abstellt, sehen Naturrechtslehren die staatlichen Gesetze – wenn überhaupt – als Teil des Rechts an. Eine Zwischenstellung nimmt die Historische Schule der Rechtswissenschaft ein, die das positive Recht gerade als geschichtlich gewachsene Ausprägung des Naturrechts ansieht.

#### Rechtssoziologie
Die Rechtssoziologie kennt drei Wege, Recht als gesellschaftlichen Teilbereich zu erfassen: zum Ersten durch die Feststellung von Normen, die im Zusammenleben der Gruppe für verbindlich gehalten werden und an denen sich aus diesem Grunde die Normadressaten bei ihrem Verhalten orientieren; zum Zweiten durch die Feststellung von Verhaltensmustern, nach denen das Gruppenleben tatsächlich abläuft; und zum Dritten durch die Feststellung von Verhaltensmustern, nach denen der Rechtstab in bestimmten sozialen Situationen reagiert.

#### Rechtstheologie
Das Recht ist definiert als eine im Menschen innerlich wirkende geistige Macht, die ihn antreibt, bestimmte Dinge zu tun oder zu unterlassen, die aber durch eine äußere Macht unterstützt werden muss, um ein gedeihliches Zusammenleben der Menschen zu erzielen. Alle alten Völker schreiben dem Recht einen überirdischen Ursprung zu.

## Recht und Rechtsordnung
In modernen Gesellschaften bildet das Recht eine Rechtsordnung. Grundbausteine dieser Rechtsordnung sind Rechtsvorschriften, d. h. Verhaltensgebote, die zu einem bestimmten Tun oder Unterlassen verpflichten, und Rechtsentstehungsnormen, d. h. Regeln darüber, wer auf welche Weise generelle Vorschriften und konkrete Pflichten begründen kann. Rechtsentstehungsnormen waren in der Frühzeit des Rechts hauptsächlich Regeln über die Entstehung von Gewohnheitsrecht. Heute sind es vor allem gesetzliche Ermächtigungen, die bestimmen, wer auf welche Weise allgemeine Vorschriften erlassen oder konkrete Rechtspflichten begründen kann (letzteres z. B. durch eine staatliche Anordnung oder „privatautonom“, insbesondere durch Abschluss eines Vertrages).

## Recht, Moral und Sitte
Je nach Gesellschaftsordnung und politischer Auffassung überschneiden sich Recht, Moral und Sitte unterschiedlich stark. Recht kann moralischen Bewertungen entspringen. So ist beispielsweise Bigamie in Deutschland gemäß § 1306 BGB verboten und gemäß § 172 StGB strafbar. Es gibt allerdings auch moralisch neutrale Rechtssätze, zum Beispiel das Links- oder Rechtsfahrgebot im Straßenverkehr. Recht und Moral decken sich also häufig, jedoch nicht immer.
Recht bezieht sich vornehmlich auf das äußere Verhalten des Menschen, während sich die Moral an die Gesinnung des Menschen wendet. Das Recht unterscheidet sich von der Moral auch durch die Art, wie es Geltung fordert und in einem normierten Verfahren durch von der Gemeinschaft autorisierte Organe (Justiz, Sicherheitsbehörden) zwangsweise durchgesetzt wird. Moralisches Verhalten kann durch staatliche Organe nur erzwungen werden, soweit es durch das Recht gefordert wird.
Eine Sitte wie eine Kleiderordnung kann rechtlich verbindlich sein, muss es aber nicht. So sind Richter und Rechtsanwälte häufig gesetzlich verpflichtet, eine Robe zu tragen.

## Funktionen des Rechts
Das Recht erfüllt mehrere Funktionen: Es soll das soziale Miteinander ordnen, Konflikte geordnet und verbindlich lösen und den Einzelnen vor Übergriffen anderer Personen oder des Staates schützen. Durch das Recht gestaltet der Staat die Gesellschaft mit. Die Funktion des Rechts als Konfliktsentscheidung ist der Ansatzpunkt für die juristische Methodenlehre.
Rechtswissenschaftlich sind folgende Funktionen des Rechts anerkannt:
- Ordnungsfunktion: In diesem, auch als Garantie- oder Rechtssicherheitsfunktion bezeichneten Wirkbereich stellt das Recht Erwartungen der Individuen sicher, indem es gewisse Situationen in vorhersehbarer Weise regelt und somit eine verlässliche Basis sozialer Beziehungen zur Verfügung stellt. Dafür kommt es teils gar nicht auf den Inhalt der Regelungen an, sondern nur auf die Existenz einer Regelung an sich; als Beispiel für einen solchen Fall wird hier das Rechts- oder Linksfahrgebot genannt.

- Die Friedensfunktion, auch Konfliktbereinigungs- oder Befriedungsfunktion[19] genannt, bezeichnet die Wirkung des Rechts für den sozialen Frieden; dieser wird zum einen dadurch hergestellt, dass Streitigkeiten durch (gerechte) materielle und Verfahrensregelungen im Recht kanalisiert werden, zum anderen dadurch, dass durch bindende Beschlüsse, sei es eines Gerichts oder durch Einigung der Parteien, der Streit zwischen den Parteien beendet wird.

- Wertfunktion: Daneben dient Recht auch der Aufrechterhaltung der Werte, die die Einzelnen in einer Gesellschaft von Rechtsgenossen ihrem Handeln zugrunde legen. Insofern hat Recht auch die Funktion, bestehende Orientierungen aufrechtzuerhalten. Diese Funktion wird aus rechtssoziologischer Perspektive meist ausgeklammert; denn die Anerkennung dieser Funktion birgt die Gefahr, in einem nächsten Schritt die Werte zu ermitteln und somit den beschreibend-analytischen Weg zu verlassen.

- Die Freiheitsfunktion sichert dem Einzelnen Freiräume zu, die ihn vor Zugriffen Dritter und in neueren Stadien der Geschichte auch vor staatlicher Machtausübung schützen. Dieser Schutz kann durch Ansprüche gegenüber Dritten sowie Abwehr- oder Statusrechte vermittelt werden.

- Integrationsfunktion: Zudem dient das Recht auch der Integration von Gesellschaften. Die Rechtseinheit stellt zugleich eine politische Einheit her, die nicht zuletzt dadurch erfolgt, dass das Recht ein gemeinsames Rechtsbewusstsein und übereinstimmende Rechtsüberzeugungen schaffen kann.

- Legitimationsfunktion: Diese Funktion beschreibt, dass sich politische Herrschaft des Rechts als legitimatorischen Instruments bedient. (Der Rechtshistoriker Uwe Wesel nennt sie daher „Herrschaftsfunktion“.) Dies kann – sowohl im Hinblick auf die Legitimation der konkreten Herrschaftsstruktur im Ganzen als auch im Hinblick auf die Legitimation einzelner Aspekte oder Entscheidungen – auf zwei Weisen geschehen: im Positiven, indem die Ausübung der Herrschaft rechtlichen Ansprüchen genügt, im Negativen, indem die rechtsförmige Ausgestaltung der Herrschaft den Anschein der Interesselosigkeit gibt und so die Sicht auf die eigentlichen Motive der Herrschaftsausübung trübt.

- Steuerungs- und Gestaltungsfunktion: Diese Funktion bezeichnet die Möglichkeit, durch Rechtsnormen das Verhalten gesellschaftlicher Akteure zu regeln. Politische Programme werden mithilfe des Rechts umgesetzt und der Alltag hierdurch gestaltet und gesteuert; somit trägt das Recht mittelbar zur Beförderung sozialen Wandels bei.

- Herrschaftskontrollfunktion: Die Kontrollfunktion des Rechts ermöglicht die nachträgliche Überprüfung der Herrschaftsausübung und begrenzt die Herrschaft dadurch. Sie ist unter den Funktionen des Rechts die jüngste. Die Kontrolle kann durch Außenstehende oder politische Konkurrenten veranlasst werden.

Die funktionelle Analyse wird meist aus rechtssoziologischer Perspektive vorgenommen. Uwe Wesel unterscheidet darüber hinaus aus historischer Perspektive zwischen vorstaatlichem und staatlichem Recht, wobei er dem vorstaatlichen Recht allein eine Ordnungs- und Gerechtigkeitsfunktion zuschreibt, während er das staatliche Recht zusätzlich durch eine Herrschafts- und (historisch später entstandene) Herrschaftskontrollfunktion gekennzeichnet sieht. Ähnlich unterscheidet der Rechtswissenschaftler Bernd Rüthers zwischen politischen, d. h. an Herrschaft gebundenen, und gesellschaftlichen Funktionen des Rechts, die er noch um Funktionen für das Individuum ergänzt.

## Das System des Rechts

### Das Rechtssystem als Ganzes
Die moderne Rechtsordnung (auch „Rechtssystem“ genannt) besteht aus der Gesamtheit der Normen, die nach ihrem nationalen oder internationalen Geltungsbereich in Rechtsordnungen und das global geltende Völkerrecht eingeteilt sind. Die Jurisprudenz, besonders die Rechtstheorie, unterteilt diese Rechtsordnungen des objektiven Rechts wiederum in Rechtsgebiete, die nach methodischen Gesichtspunkten in die drei großen Bereiche des öffentlichen Rechts, Privatrechts und Strafrechts, nach sachlichen oder inhaltlichen Gesichtspunkten in methodenübergreifende Rechtsgebiete wie das Verkehrsrecht, das Wirtschaftsrecht oder das Baurecht gegliedert werden. Aus den genannten Normsystemen ergibt sich für die Normadressaten im Einzelfall eine Berechtigung (subjektives Recht), wie etwa das Recht auf freie Meinungsäußerung (z. B. in Deutschland: Art. 5 Abs. 1 Satz 1 GG), das Eigentumsrecht, ein Anspruch (zum Beispiel eines Verkäufers auf den Kaufpreis) oder das Recht, von einem Vertrag zurückzutreten.

### Der Aufbau der einzelnen Normen
Rechtssystematisch wird das ursprüngliche apodiktische Recht etwa der Zehn Gebote (Du sollst/sollst nicht …) vom konditionalen Recht (wenn – dann) unterschieden, das die moderne Gesetzgebung prägt.
Normbefehle (Rechtsnormen) werden im Voraus, vor dem Zeitpunkt ihrer Anwendung formuliert. Es muss daher zugleich geregelt werden, für welchen Fall sie gelten. So entsteht der Aufbau einer modernen Rechtsnorm: „Wenn die Voraussetzungen A, B und C erfüllt sind, dann soll die Rechtsfolge R eintreten.“ Die Gesamtheit der erforderlichen Voraussetzungen nennt man Tatbestand, die einzelne erforderliche Voraussetzung nennt man Tatbestandsmerkmal. Normen bestehen somit aus Tatbestand und Rechtsfolge.
Rechtsfolge ist das Entstehen von Rechten und Pflichten. Es gibt auch Normen, die als negative Rechtsfolge anordnen, dass Rechte und Pflichten gerade nicht entstehen (zum Beispiel: Wegen Verstoßes gegen die guten Sitten ist ein Rechtsgeschäft nichtig).

## Die Durchsetzbarkeit des geltenden Rechts in Deutschland
Für die Durchsetzung des Rechts ist durch Gerichte vorgesorgt. Die Einzelnen müssen in der Regel ihr Recht vor den staatlichen Gerichten und nicht durch Selbsthilfe suchen. Soweit Rechte strafrechtlich bewehrt sind, ist dem verletzten Bürger ebenfalls die Bestrafung des Täters in Selbstjustiz untersagt. Hier besteht zur Verwirklichung ein staatlicher Strafanspruch, für dessen Durchsetzungen die Strafjustiz, nämlich Staatsanwaltschaften und Strafgerichte sorgen sollen. Was Gerichtsentscheidungen anordnen, ist – wiederum mit staatlicher Hilfe – zwangsweise durchsetzbar durch Organe des Justizvollzugs (in der Strafvollstreckung) beziehungsweise der Zwangsvollstreckung (zur Durchsetzung von Urteilen der Zivilgerichte) bzw. der Vollziehung (zur Durchsetzung von Titeln der Steuerbehörden und Finanzgerichte sowie der allgemeinen und besonderen Verwaltungsgerichte).
Wenn sich ein Richter bei der Rechtsgewährung nicht an das Recht hält, sieht das deutsche Recht für den Fall der Rechtsbeugung strafrechtliche (§ 339 StGB), im Übrigen dienstrechtliche Sanktionen gegen ihn (etwa seine Entfernung aus dem Dienst) vor (vgl. §§ 62 und 78 des Deutschen Richtergesetzes).
Ein auf die richtige richterliche Entscheidung gerichteter Zwang ist nicht vorgesehen, denn der Richter soll unabhängig von Weisungen (in richterlicher Unabhängigkeit) nach bestem Wissen und Gewissen urteilen.

## Teilaspekte des geltenden Rechts

### Rechtskreise
Das geltende Recht lässt sich nach (ideen-)geschichtlicher Herkunft in verschiedene Rechtskreise einteilen. Die größten Rechtskreise sind der kontinentaleuropäische, der angelsächsische, der chinesische und der islamische Rechtskreis. Rechtskreise unterscheiden sich bei der Setzung der Normen (Gesetzesrecht, Gewohnheits- und Richterrecht, göttliches Recht), aber auch der Rechtsanwendung, z. B. was die Rolle des Richters angeht.

### Rechtsquellen
Den Begriff Rechtsquelle kann man in einem weiten und einem engen Sinn verstehen.
In einem weiten Sinn betrifft er alle Faktoren, die das objektive Recht prägen bzw. aus denen Recht ermittelt werden kann. Diesem Begriff nach fallen etwa die rechtswissenschaftliche Lehre, die Praxis der Verwaltung und das Rechtsempfinden der Bürger und Rechtsanwender darunter. Die faktisch wichtigste Quelle des objektiven Rechts ist heute das Gesetz. Selbst das Präjudiz aus dem Case Law (Richterrecht) des anglo-amerikanischen Rechtskreises wird dort immer mehr vom förmlichen Gesetzesrecht (Statutory Law) abgelöst. Das auch im Völkerrecht geltende Gewohnheitsrecht füllt als ungeschriebene Rechtsquelle Lücken in den gesetzlichen Regelungen. Ob es über dieses positive Recht hinaus weitere Rechtsquellen gibt, ist in der Rechtswissenschaft umstritten. Die Naturrechtslehre stellt dem positiven Recht ein überpositives Recht gegenüber, ein ewig gültiges, dem menschlichen Einfluss entzogenes Recht, das seine Gültigkeit von der Natur des Menschen oder einer höheren Macht (Vernunft, Natur oder Gott) ableitet und nicht legitim durch staatliche Gesetzgebung geändert werden kann.
Dem engeren Begriff der Rechtsquelle nach ist all das Recht, was für den Rechtsanwender verbindliche Rechtssätze erzeugt. Die Frage nach den Rechtsquellen ist besonders vor dem Hintergrund des Gewaltenteilungsprinzips relevant, denn danach entscheidet sich, wer verbindliche Rechtssätze schaffen darf. Besonders wichtig ist als Rechtsquelle daher das geschriebene, in einem verfassungskonformen Verfahren geschaffene Recht sowie die Verfassung selbst. Daneben gibt es als Rechtsquelle auch das Gewohnheitsrecht, welches insbesondere im Bereich des Völkerrechts noch eine große Rolle spielt.
Unter die genannten Kategorien fallen im Einzelnen die folgenden Rechtsquellen:

#### Völkerrecht
Die Rechtsquellen des Völkerrechts sind in Artikel 38 Abs. 1 des Statuts des Internationalen Gerichtshofs (IGH-Statut) aufgezählt. Diese Vorschrift legt fest, welche Quellen der Internationale Gerichtshof (IGH) seinen Entscheidungen zu Grunde zu legen hat. Dies sind im Einzelnen:
- internationale Übereinkünfte (völkerrechtliche Verträge);
- Völkergewohnheitsrecht;
- Allgemeine Rechtsgrundsätze, die von den Kulturvölkern anerkannt sind.

Lediglich Rechtserkenntnisquellen (Hilfsmittel zur Feststellung von Rechtsnormen, Art. 38 Abs. 1 Buchst. d IGH-Statut) sind richterliche Entscheidungen (Richterrecht) und die anerkannten Lehrmeinungen der Wissenschaft.

#### Recht der Europäischen Union
Die Rechtsquellen des Europarechts lassen sich folgendermaßen unterteilen:
- Primärrecht (Verträge: EU-Vertrag, AEU-Vertrag, Euratom-Vertrag und dazugehörige Anhänge und Protokolle)
- Sekundärrecht (von EU-Organen erlassene Rechtsakte)
  - Verordnung (unmittelbar geltendes Recht)
  - Richtlinie (richtet sich an die Staaten, wirkt nur ausnahmsweise unmittelbar für den Einzelnen)
  - Entscheidungen
  - Empfehlungen
  - Stellungnahme
- Rechtsprechung des Europäischen Gerichtshofs (EuGH) und des Gerichts der Europäischen Union (EuG)

#### Innerstaatliches Recht
- Verfassung (in formalem Sinne nicht unbedingt immer vorhanden, z. B. Vereinigtes Königreich)
- Parlamentsgesetz (Gesetz im formellen Sinn)
- Durch die Exekutive gesetztes, nachrangiges Recht (z. B. Verordnung)
- Satzung
- Richterrecht, das vor allem in England und den USA große Bedeutung als Rechtsquelle hat
- Gewohnheitsrecht
- Verwaltungsvorschrift oder Verwaltungsrichtlinie (hierbei handelt es sich nicht um eine Rechtsquelle im eigentlichen Sinn, sondern um eine behördeninterne Bindung von Verwaltungsermessen.) bzw. die Bindung an eine von der vorgesetzten Behörde vorgegebene Auslegung von Rechtsvorschriften.

Neben dem Recht, das von öffentlich-rechtlichen Rechtsetzungsorganen gesetzt wird, sind Rechtsquellen für einzelne Rechte und Pflichten auch:
- Vertrag
- einseitiges Rechtsgeschäft (z. B. Testament)
- privatrechtliche Satzung (Verein, Aktiengesellschaft)
- Einzelakt (Verwaltungsakt, vgl. § 35 VwVfG)

### Geltungsbereich
Nach dem Geltungsbereich unterscheidet man nationales (innerstaatliches) Recht, das innerhalb jedes einzelnen Staates gilt, Gemeinschaftsrecht einer Staatengemeinschaft und das Völkerrecht.
Das nationale Recht lässt sich nach dem Rechtsetzungsorgan noch weiter untergliedern. In einem Bundesstaat wie Deutschland gibt es Bundesrecht und Landesrecht. Unterhalb der staatlichen Ebene gibt es öffentlichrechtliche Gebietskörperschaften (Gemeinden, Landkreise) und berufsständische Körperschaften des öffentlichen Rechts (Beispiel: Rechtsanwaltskammer), die für ihren Bereich ebenfalls Recht setzen können.
Das Völkerrecht wirkt über das Gebiet eines Staates hinaus. Es besteht aus Normen, die Rechte und Pflichten von Völkerrechtssubjekten regeln. Dabei handelt es sich in erster Linie um Staaten, aber auch um internationale Organisationen wie zum Beispiel die Vereinten Nationen. Völkerrecht entsteht durch Staatsverträge zwischen zwei oder mehr Staaten oder durch Gewohnheit. Ferner gibt es allgemeine Rechtsgrundsätze des Völkerrechts.
Beim Recht der Europäischen Union ist umstritten, ob es sich um Völkerrecht oder – so die herrschende Meinung in der deutschen Rechtslehre – um ein Recht eigener Art handelt.

### Begriffliche Differenzierungen
Recht und Rechte lassen sich nach verschiedenen Aspekten unterteilen.

#### Formelles Recht und materielles Recht
Die Rechtsnormen, die Rechte und Pflichten regeln, bezeichnet man als materielles Recht, beispielsweise die Regelungen des Strafrechts Deutschlands, wann ein Mord vorliegt und wie er zu bestrafen ist, oder dass wegen einer schuldhaften Pflichtverletzung in einem Vertragsverhältnis der Gläubiger Schadensersatz verlangen kann.
Als formelles Recht werden dagegen diejenigen Regelungen bezeichnet, die dem Vorgang der Feststellung und Durchsetzung des materiellen Rechts dienen, also insbesondere die Verfahrens- und Prozessordnungen der einzelnen Gerichtszweige. Sie regeln, meist nach den Rechtsgebieten unterschieden, die Zuständigkeit des Gerichts, das gerichtliche Verfahren und die Form der gerichtlichen Entscheidung. Dabei wird meist unterschieden zwischen einem Verfahren, in dem die grundlegenden Feststellungen getroffen werden (die meist mit einem Urteil enden), und einem Vollstreckungsverfahren, das der Durchsetzung der Gerichtsentscheidung dient.

#### Öffentliches Recht und Privatrecht
Die Rechtsordnung unterscheidet zwischen öffentlichem Recht und Privatrecht.
Das öffentliche Recht regelt die Angelegenheiten der Allgemeinheit. Das sind zum einen die Rechtsbeziehungen, in denen sich die Hoheitsträger und der Einzelne (Hoheitsbetroffene) in einem Über- und Unterordnungsverhältnis befinden. Zum anderen sind es die Rechtsbeziehungen der Hoheitsträger untereinander. Hoheitsträger sind die juristischen Personen des öffentlichen Rechts (Körperschaften, Anstalten, Stiftungen des öffentlichen Rechts) und die Beliehenen (natürliche und juristische Personen des Privatrechts, denen durch Rechtsvorschrift eng begrenzte öffentliche Aufgaben und hoheitliche Befugnisse übertragen worden sind). Körperschaften des öffentlichen Rechts sind in erster Linie die staatlichen Gebietskörperschaften Bund und Land und die nichtstaatlichen Gebietskörperschaften, vor allem Landkreis und Gemeinde oder Europäische Unionsrecht (EU), aber auch die (Personal)Körperschaften wie etwa die Universitäten oder die berufsständischen Kammern (Ärztekammer, Rechtsanwaltskammer, Handwerkskammer, Handelskammer usw.).
Das Privatrecht regelt demgegenüber die Rechtsbeziehungen, in denen sich die Beteiligten auf der Ebene der Gleichordnung gegenüberstehen. Das sind zum einen die Rechtsbeziehungen der natürlichen Personen, der juristischen Personen des Privatrechts (Körperschaften und Stiftungen des Privatrechts) und der teilrechtsfähigen Vereinigungen des Privatrechts, wie etwa die rechtsfähige Personengesellschaft (§ 124 Abs. 1 HGB), die Gesellschaft des bürgerlichen Rechts (§ 705 BGB) oder die Wohnungseigentümergemeinschaft. Das sind zum anderen die Rechtsbeziehungen, in denen juristische Personen des öffentlichen Rechts nicht als Hoheitsträger, sondern als Privatrechtssubjekte verwaltungsprivatrechtlich (Erfüllung von öffentlichen Aufgaben in privatrechtlichen Handlungsformen) oder fiskalisch (etwa als Grundstückseigentümer) beteiligt sind.
Zum öffentlichen Recht gehören das Völkerrecht, das Europarecht (Unionsrecht), das Staatsrecht (Bund, Land), das Verwaltungsrecht, das Strafrecht (Ordnungswidrigkeitenrecht, Kriminalstrafrecht), das Kirchenrecht (Staatskirchenrecht, innerkirchliches Recht der Kirchen mit dem Status einer Körperschaft des öffentlichen Rechts), das öffentliche Organisationsrecht (juristische Personen des öffentlichen Rechts, Beliehene; Behördenorganisation, Gerichtsverfassung) sowie das Verfahrens- und Prozessrecht (auch: Zivilprozessrecht, Recht der freiwilligen Gerichtsbarkeit, arbeitsgerichtliches Prozess- und Verfahrensrecht).
Das Privatrecht gliedert sich in das allgemeine Privatrecht (bürgerliches Recht) und in die Sonderprivatrechte. Zu den Sonderprivatrechten gehören vor allem das Handelsrecht, das Gesellschaftsrecht, das Wertpapierrecht, das Wettbewerbsrecht, das Privatversicherungsrecht und – mit einem hohen Anteil an öffentlich-rechtlichen Regelungen – das Arbeitsrecht. Das bürgerliche Recht (Allgemeiner Teil, Schuldrecht, Sachenrecht, Familienrecht und Erbrecht) ist in Deutschland hauptsächlich im Bürgerlichen Gesetzbuch, in Österreich hauptsächlich im Allgemeinen bürgerlichen Gesetzbuch geregelt.
Historisch bedeutsam ist die Gestaltung eines einheitlichen Arbeitsrechts in den sozialistischen Staaten, z. B. das Arbeitsrecht in der DDR.

#### Subordinationsrecht und Koordinationsrecht
Ähnlich den Kategorien von privatem Recht unterscheiden sich Subordinations- und Koordinationsrecht dadurch, dass die Rechtssubjekte in einem Subordinationsrechtsverhältnis in einem Überunterordnungsverhältnis zueinanderstehen, während Koordinationsrecht aus einem Rechtsverhältnis resultiert, in dem die Rechtssubjekte rechtlich gleichgestellt sind.
Das Subordinationsrecht deckt sich mit dem Begriff des öffentlichen Rechts; zum Koordinationsrecht zählt neben dem Privatrecht auch das Völkerrecht.

#### Absolute Rechte und relative Rechte
Die Subjektiven Rechte werden ihrerseits unterschieden in absolute Rechte und relative Rechte.
Absolute Rechte bezeichnen Rechte, die absolut gelten, die mithin von jedermann zu beachten sind. Sie lassen sich wiederum unterteilen in Herrschaftsrechte, wie etwa das Eigentum oder das Urheberrecht und Persönlichkeitsrechte, wie etwa das Recht auf körperliche Unversehrtheit oder das allgemeine Persönlichkeitsrecht. Das Eigentum an einer Sache gibt dem Eigentümer die Befugnis, nach Belieben mit der Sache zu verfahren und andere von jeder Einwirkung auszuschließen. Man spricht deshalb auch von einem „Herrschaftsrecht“, einem dinglichen Recht oder einem Recht „an einer Sache“. Neben dem Eigentum als grundsätzlich umfassendem Herrschaftsrecht gibt es beschränkte dingliche Rechte, die den Gebrauch nur in bestimmten Beziehungen gestatten, wie den Nießbrauch. Auch das ist ein absolutes Recht.
Relative Rechte sind Rechte, die sich gegen bestimmte Personen richten. Unter den relativen Rechten ist von zentraler Bedeutung der Anspruch, also das Recht, von einem anderen ein Tun oder Unterlassen verlangen zu können (vgl. § 194 Bürgerliches Gesetzbuch). Dazu gehören typischerweise die Rechte aus Verträgen, beispielsweise beim Kaufvertrag der Anspruch des Käufers auf Eigentumsverschaffung und umgekehrt des Verkäufers auf Zahlung des Kaufpreises, aber auch viele andere, beispielsweise der Schadensersatzanspruch aus Delikt wegen der Verletzung des Körpers oder von Sachen anderer. Eine besondere Art von subjektiven Rechten sind Gestaltungsrechte, welche die Befugnis geben, subjektive Rechte zu begründen, zu verändern oder aufzuheben – typischerweise etwa Kündigungserklärungen, die Anfechtung von Willenserklärungen oder der Rücktritt vom Vertrag.

### Einzelne Rechtsgebiete
Aus den vorstehenden Ausführungen ergibt sich, dass sich die Komplexität des menschlichen Zusammenlebens in der Rechtsordnung widerspiegelt. Die dadurch bedingte Stofffülle führt ihrerseits dazu, dass sich das Recht in etliche Teilgebiete untergliedern lässt, was vor allem im Rahmen der juristischen Ausbildung unverzichtbar ist.
Die traditionelle Aufteilung des Stoffs in der an den Hochschulen gelehrten Rechtswissenschaft nimmt dabei primär auf die bereits geschilderte Aufteilung in das Privatrecht einerseits und das öffentliche Recht andererseits Bezug. Daneben treten das Strafrecht und das Prozessrecht. Beide sind streng genommen Bestandteil des öffentlichen Rechts, da sie ebenfalls das Verhältnis zwischen Staat und Bürger regeln. Die spezifischen Eigenheiten beider Rechtsgebiete lassen jedoch ihre separate Behandlung in der Praxis sachgerecht erscheinen.
Das Privatrecht lässt sich weiter untergliedern in die einzelnen bürgerlichen Rechtsgebiete, also das Schuldrecht, das Sachenrecht, das Familienrecht und das Erbrecht, in das Handelsrecht als Sonderprivatrecht der Kaufleute, das Gesellschaftsrecht u. a.
Das öffentliche Recht unterteilt sich weiter in die großen Bereiche des Verwaltungsrechts, des Verfassungsrechts und des Staatskirchenrechts. Das Steuerrecht, das begrifflich nur ein Teilgebiet des besonderen Verwaltungsrechts ist, wird wegen seiner Bedeutung und seines Umfangs ebenso wie wegen seiner starken Bezüge zum Wirtschaftsrecht heute regelmäßig als eigenständiges Untergebiet des öffentlichen Rechts begriffen.
Eine schematische Übersicht über die Stoffgliederung des deutschen Rechts bietet der Artikel Bundesdeutsches Recht.

## Geschichtliche Grundlagen

### Allgemeines zur Geschichtlichkeit des Rechts
„Alles Recht entwickelt sich.“ Diese Wandelbarkeit des positiven Rechts wurde von Montesquieu erstmals artikuliert und ist heute unbestritten. Über lange Zeiten der Geschichte scheint es aber nicht im gesellschaftlichen Bewusstsein verankert gewesen zu sein, dass positives Recht evolutionären Charakter hat und somit geändert werden kann. So erklärt sich beispielsweise, dass große Kodifikationen sich zumeist auf älteres, bestehendes Recht berufen oder dass einige Rechtsänderungen im Mittelalter mittels Urkundenfälschungen, die ein schon bestehendes Recht vortäuschten, vorgenommen wurden.
Der Geschichtlichkeit des Rechts widersprechen auch solche Theorien nicht, die bestimmte Funktionen des Rechts zur Bestimmung von Normgefügen als Recht heranziehen. Denn diese Funktionen sind nicht rechtsimmanent, sondern werden ihm zur besseren Analyse zugeschrieben.

### Der geschichtliche Ursprung des Rechts

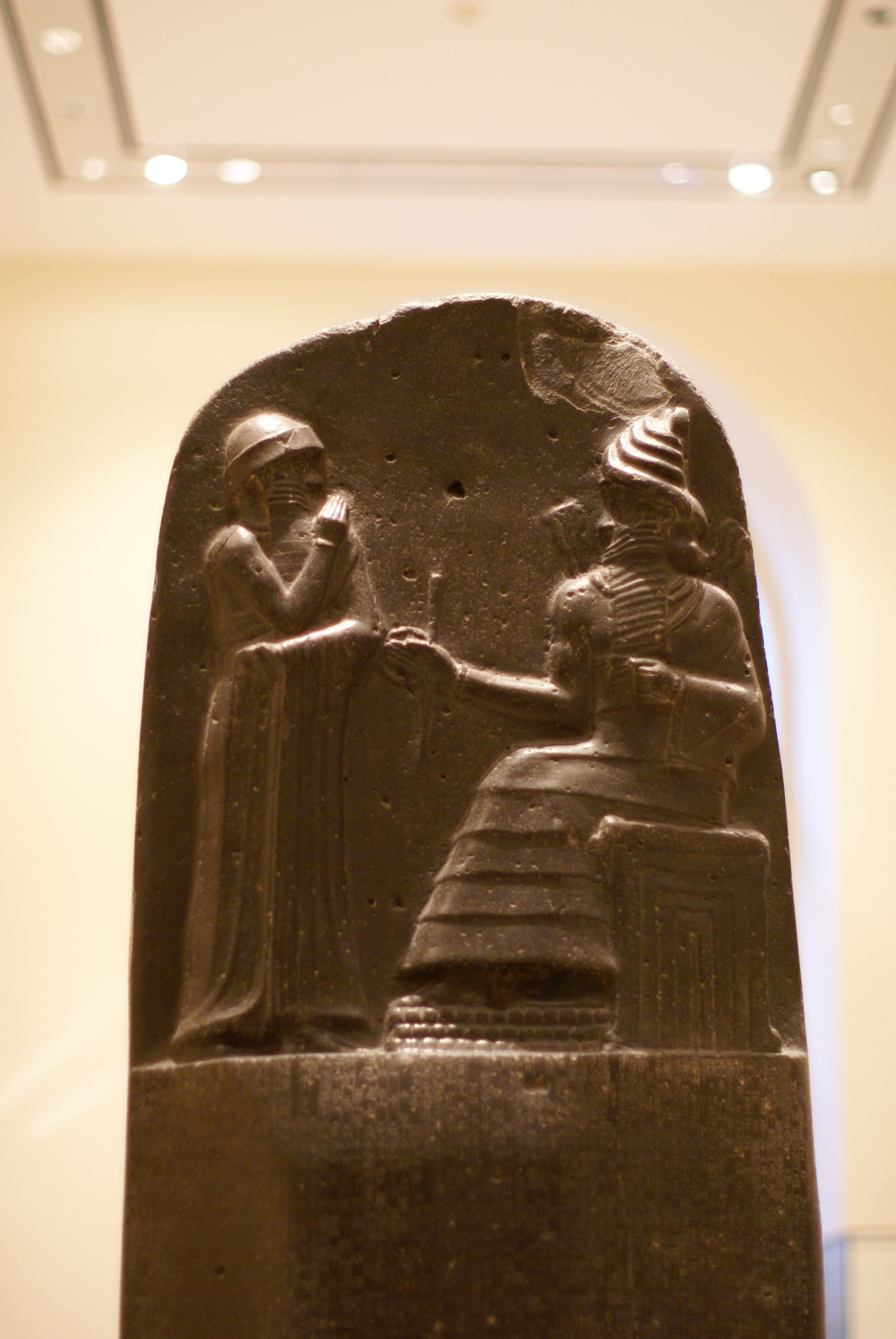
Spitze des Codex Hammurapi

Mit dem geschichtlichen Ursprung des Rechts befasst sich die Rechtsethnologie; er spielt aber auch zu Bekräftigung rechtsphilosophischer und -soziologischer Hypothesen eine Rolle.
Die älteste Grundlage des Rechts beruht auf dem Prinzip der Gegenseitigkeit in egalitären Gesellschaften, deren mündlich tradierten Normen in größeren und komplexeren Gesellschaften in einem jahrhundertelangen Prozess des Aushandelns von gegenseitigen Verpflichtungen festgeschrieben wurden. Je nach Gesellschaftsstruktur und Herrschaftsform nutzten dabei jedoch die Eliten häufig ihre Machtposition, um Ungleichheit – insbesondere ihr Eigentum und ihren sozialen Status – zu legalisieren. Dennoch prägen solche Rechtsauffassungen mehr oder weniger auch die Gesetze moderner Staaten.
Als erste schriftliche Kodifikationen des Rechts gelten der Codex Ur-Nammu und der Codex Hammurapi. Wie bei allen frühen schriftlichen Quellen (z. B. auch beim Zwölftafelgesetz) war der Inhalt dieser Codices jedoch keine genuine Rechtsetzung, sondern – zumindest zum Teil – eine Sammlung und Zusammenfassung bestehender, ungeschriebener Rechtsnormen. Die Idee der „Rechtsgeltung“ wird für die römische Antike weitgehend abgelehnt, Recht habe sich durch den gewachsenen Wertekanon in der Anwendung verwirklicht, sei Inbegriff von „Tugend und Gerechtigkeit“ gewesen und nicht Wahrheit mit Geltungsanspruch. Kollisionen konnten sich aus unpassenden oder ungerechten Vorschriften im Lichte anderer Ereignisse ergeben. Der Rechtsanwender habe Konflikte daher mit dem gesetzten Recht abzustimmen gehabt, was es rechtfertige von einem antiken „Gesetzespositivismus“ zu sprechen.
Über die Entstehung dieses frühgeschichtlichen ungeschriebenen Rechts als soziales Teilsystem gibt es keine Gewissheit; nach der ganz überwiegenden Ansicht jedoch waren Recht, Religion und Moral in vorgeschichtlichen Gesellschaften nicht abgrenzbare Teile einer umfassenden Sittlichkeit, die sich erst in einer späteren Phase der gesellschaftlichen Entwicklung als eigenständige Teilsysteme ausdifferenziert haben.
Nach einer anderen Hypothese ist das Recht eine Hervorbringung der Religion. In diesem Sinne sollen Rechtsnormen aus religiösen Normen umgewandelte Handlungsvorschriften sein. In der Tat berufen sich noch heute einige Rechtssysteme auf ihre Entstehung aus göttlicher Offenbarung, so das jüdische Recht, die Scharia und zum Teil das kanonische Recht. Aufgrund mehrerer Argumente wird diese Hypothese heute allerdings nicht mehr ausdrücklich vertreten: Wesel hält ihr entgegen, dass in den Gesellschaften der Jäger und Sammler die Verbote des Ehebruchs, des Totschlags und des Diebstahls niemals religiöse Bedeutung gehabt hätten. Zudem weist Malinowski darauf hin, dass religiöse Gebote archaischer Gesellschaften „absolut festgelegt, strikt zu befolgen und umfassend sind“, während ihre Rechtsregeln „dem Wesen nach elastisch und anpassungsfähig“ sind und es sich – in scheinbarem Widerspruch – gleichwohl „zweifellos um Regeln bindenden Rechts“ handeln kann. Auch wenn man dieser Argumentation folgen möchte, sagt sie freilich nichts über die religiöse Legitimierung des Rechts in späteren Stadien der gesellschaftlichen Entwicklung aus; dies beträfe aber einen (späteren) Entwicklungsschritt des Rechts, nicht seinen geschichtlichen Ursprung.

### Allgemein
- Sonja Buckel, Ralph Christensen, Andreas Fischer-Lescano (Hrsg.): Neue Theorien des Rechts. 3., erweiterte Auflage. Lucius & Lucius, Stuttgart 2020 (UTB), ISBN 3-825-25325-2.

### Deutsches Recht
- Reinhold Zippelius: Einführung in das Recht. 7. Auflage. Mohr Siebeck, Tübingen 2017, ISBN 978-3-8252-4795-9.
- Reinhold Zippelius: Das Wesen des Rechts. 6. Auflage. Kohlhammer, Stuttgart 2012, ISBN 978-3-17-022355-4.
- Klaus Weber: Creifelds. Rechtswörterbuch. 21. Auflage. C.H. Beck, München 2014, ISBN 978-3-406-63871-8.

### Österreichisches Recht
- Benjamin Kneihs, Peter Bydlinski, Peter Vollmaier: Einführung in das österreichische Recht. 2. Auflage. Facultas, Wien 2014, ISBN 978-3-7089-1179-3.
- Ute Svinger, Katharina Winkler: Österreichisches Rechtswörterbuch. 3. Auflage. Manz, Wien 2014, ISBN 978-3-214-17586-3.

### Schweizer Recht
- Peter Forstmoser,  Hans-Ueli Vogt: Einführung in das Recht. 5. Auflage. Stämpfli, Bern 2012, ISBN 978-3-7272-8675-9.